# Strełci
Strełci (maced. Стрелци, alb. Strellci) – wieś w Macedonii Północnej, administracyjnie należy do gminy Osłomej.
Skład etniczny (2002):
- Albańczycy – 1 409
- pozostali – 12